# هيرو أونودا
الملازم ثاني هيرو أُونودا (باليابانية: 小野田 寛郎) وُلِد في (19 مارس 1922) وتوفي في (17 يناير 2014)، هو ضابط استطلاع في الجيش الياباني، قاتل في الحرب العالمية الثانية، ولم يستسلم حتى عام 1974.
يعد آخر جندي استسلم بعد نهاية الحرب العالمية الثانية، حيث ظل مختبئاً في أدغال الفلبين لمدة 30 سنة، حتى سنة 1974 حينما قرر تسليم نفسه للجيش الفلبيني.

## قصته

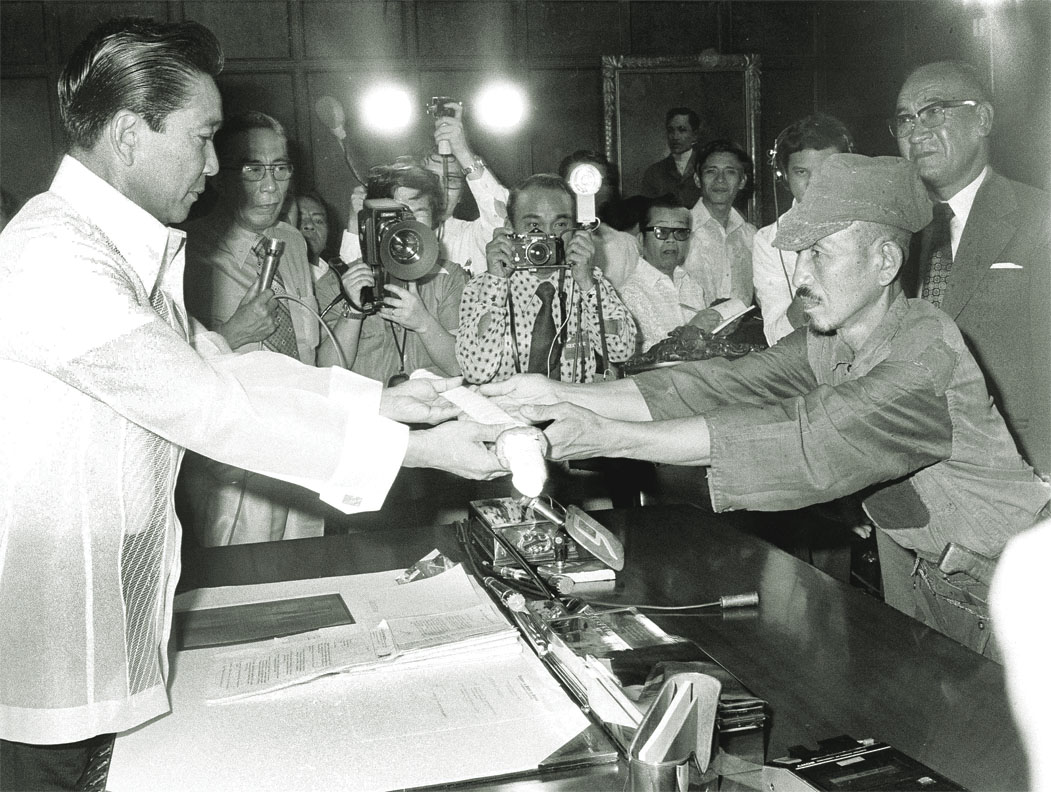
أونودا يقدم سيفه العسكري للرئيس الفلبيني فرديناند ماركوس (يسار) في يوم استسلامه 11 مارس 1974

رفض أنودا أن يصدق بأن الحرب العالمية انتهت سنة 1945 وأن الجيش الياباني خسرها، فقرر الاختباء في الأدغال برفقة 2 من زملائه وخوض حرب عصابات قَتل خلالها 30 شخصا اشتبه في أنهم أعداء لليابان. قصة أونودا عرفت للمرة الأولى سنة 1950 حين عاد أحد الجنود اليابانيين الثلاثة إلى بلاده وأخبر قيادة الجيش بأن جنديين اثنين يابانيين آخرين لا يزالان مختبئين بأدغال الفلبين، على اثر ذلك ألقت الطائرات اليابانية منشورات في جزيرة لوبانغ الفلبينية التي كان يختبئ فيها أونودو ورفيقه الآخر تخبرهما فيها أن الحرب انتهت وأن الجيش الياباني هزم منذ زمن، غير أن أونودا ورفيقه المخلصين للإمبراطور الياباني لم يصدقا ذلك وظلا في موقعهما "القتالي"، بل واشتبكا مع الجنود الفلبينيين عدة مرات، دون أن يتمكنوا من إلقاء القبض عليهما. وبحلول سنة 1959 ظنت اليابان والفلبين أن أونودا ورفيقه توفيا فأوقفت عمليات البحث عنهما، غير أنه في سنة 1972 عُرف بمقتل رفيق أونودا بعد اشتباك مع جنود فلبينيين، فيما بقي هو على قيد الحياة وتمكن من الفرار مجددًا، أرسلت بعد ذلك اليابان أفرادًا من عائلته من أجل إقناعه بالعودة إلى بلاده غير أنه رفض مجرد مناقشة الفكرة. اقتنع أونودا أخيرًا بالعودة إلى بلاده بعد أن أرسلت طوكيو قائده العسكري السابق من أجل إقناعه بالعودة، وهو ما تم أخيرًا سنة 1974، ومباشرة بعد عودته لليابان أكد أنه لم يكن يفكر في شيء سوى تنفيذ الأوامر فقط. وقال أونودا لاحقًا إنه ظن أن محاولات إثنائه كانت بفعل حكومة ضعيفة وضعتها الولايات المتحدة على رأس الحكم بعد الحرب. استفاد أونودا من عفو الرئيس الفلبيني آنذاك فرديناند ماركوس لقتله جنودًا فلبينيين، وقرر بعد ذلك الهجرة إلى البرازيل وعمل كمزارع هناك قبل أن يعود لليابان سنة 1984 ويعيش حياة طبيعية حتى وفاته.

## وفاته
توفي يوم الخميس 17 يناير 2014 بعد تعرضه لأزمة قلبية حادة في منزله بولاية واكاياما باليابان عن عمر ناهز 91 عامًا.